# اشتیاق خاموش
اشتیاق خاموش (به انگلیسی: A quiet passion) یک فیلم زندگی‌نامه‌ای و درام بریتانیایی به کارگردانی ترنس دیویس محصول سال ۲۰۱۶ است. فیلم دربارهٔ زندگی امیلی دیکنسون شاعر پرآوازه امریکایی ساخته شد.
این فیلم در فوریه ۲۰۱۶ در شصت و ششمین جشنواره بین‌المللی فیلم برلین به نمایش درآمد و در ۷ آوریل ۲۰۱۷ در بریتانیا اکران شد.

## بازیگران
- سینتیا نیکسون در نقش امیلی دیکنسون
- جنیفر ایلی در نقش لاوینیا خواهر امیلی
- دانکن داف در نقش پدر امیلی

## داستان
فیلم اشتیاق خاموش داستان زندگی امیلی دیکینسون شاعر آمریکایی است که زندگی او را از زمان دوران مدرسه تا سالهای آخر عمرش را روایت می‌کند که در ناشناختگی می‌میرد…

## بازخوردها
در وب‌سایت جمع‌آوری نقد راتن تومیتوز، این فیلم بر اساس ۱۵۲ نقد، ۹۱٪ محبوبیت دارد و میانگین امتیاز ۷٫۸ از ۱۰ را دارد. اجماع انتقادی این وب‌سایت می‌گوید: «اشتیاق خاموش پرتره‌ای با جزئیات دقیق از زندگی ارائه می‌دهد که گذر آرام آن ممکن است ذاتاً سینمایی نبوده باشد، اما بیشتر تحت تأثیر بازی قوی سینتیا نیکسون قرار گرفته‌است». در متاکریتیک، فیلم دارای میانگین وزنی امتیاز ۷۸ از ۱۰۰، بر اساس ۳۱ منتقد، نشان‌دهنده «بررسی‌های عموماً مطلوب» است.